# Савез хокеја на леду Азербејџана
Савез хокеја на леду Азербејџана (азер. Azərbaycan Buzüstü Xokkey Federasiyası (XFRA)) кровна је спортска организација задужена за професионални и аматерски хокеј на леду на подручју Републике Азербејџан. 
Савез је пуноправни члан Међународне хокејашке федерације (ИИХФ) од 6. маја 1992. године. 
Седиште Савеза налази се у главном и највећем граду земље Бакуу.

## Историја
Хокејашки савез Азербејџана основан је 1991. као подсавез тадашњег Савеза хокеја на леду Совјетског Савеза задужен за развој и промоцију хокеја на леду на јужном Кавказу. Након распада Совјетског Савеза АБХФ постаје пуноправним чланом ИИХФ у пролеће 1992. године. 

## Такмичења
У Азербејџану још увек не постоји никаква хокејашка активност. Не одржавају се такмичења ни на аматерском ни на професионалном нивоу, а није формирана ни национална репрезентација. 